# Финска на Светском првенству у атлетици на отвореном 2011.
Финска је на 13. Светском првенству у атлетици на отвореном 2011. одржаном у Тегу од 27 до 4. септембра, учествовала тринаести пут, односно учествовала је на свим првенствиима до данас. Репрезентацију Финске представљало је 13 такмичара (10 мушкараца и 3 жене) који су се такмичили у 10  дисциплина (7 мушких и 3 женске). , 
На овом првенству Финска није освојила ниједну медаљу и није се пласирала у било којој дисциплини у финале. Постављена су само 3 лична рекорда сезоне (ЛРС). Оваквим резултатима финска је у укупном успеху остала у групи земаља које су остале без медаља и које су се пласирале од 42 до 204. места.

## Селекција атлетичара
Екипа од 17 спортиста (укључујући 4 резерве) је пријављен да представља земљу на овом Светском првенству, што је био најмањи број спортиста Финске на у историји Светских првенстава у атлетици на отвореном. Екипу је предводио бацач копља Теро Питкемеки Такмичарка у скоку мотком Мина Никанен повукла се због повреде.
Коначни списак имао је 13 спортиста:
| Легенда: | Укинуте дисциплине | Такмичили се у другој дисциплини |

|          | Дисциплина       | Атлетичари      |
| -------- | ---------------- | --------------- |
| Мушкарци | 3.000 м препреке | Јане Уконманахо |
| Мушкарци | Скок мотком      | Емели Саломеки  |
| Мушкарци | Бацање кладива   | Давид Седеберг  |
| Мушкарци | Бацање копља     | Сампо Лехтола   |

## Учесници
| Мушкарци: - Јонатан Остранд — 200 м - Јука Кескисало — 3.000 м препреке - Јарко Кинунен — 50 км ходање - Анти Кемпас — 50 км ходање - Оску Торо — Скок увис - Јере Бергијус — Скок мотком - Оли-Пека Карјалајнен — Бацање кладива - Анти Русканен — Бацање копља - Ари Манио — Бацање копља - Теро Питкемеки — Бацање копља | Жене: - Сандра Ериксон — 3.000 м препреке - Мина Никанен — Скок мотком - Мерја Корпела — Бацање кладива |  |

## Резултати

### Мушкарци
| Атлетичар            | Дисциплина       | Лични рекорд | Група       | Група         | Полуфинале            | Полуфинале   | Финале                | Финале          | Детаљи |
| Атлетичар            | Дисциплина       | Лични рекорд | Резултат    | Место         | Резултат              | Место        | Резултат              | Место           | Детаљи |
| -------------------- | ---------------- | ------------ | ----------- | ------------- | --------------------- | ------------ | --------------------- | --------------- | ------ |
| Јонатан Остранд      | 200 м            | 91,53        | 20,87       | 3 у гр. 3 КВ  | 21,03                 | 7. у пф. 3   | Нису се квалификовали | 17 / 53 (54)    |        |
| Јука Кескисало       | 3.000 м препреке | 8:10,67 НР   | 8:31,52     | 8. у гр. 2    |                       |              | Нису се квалификовали | 21 / 34 (35)    |        |
| Анти Кемпас          | 50 км ходање     | 3:55:19      |             |               |                       |              | Дисквалификован       | Дисквалификован |        |
| Јарко Кинунен        | 50 км ходање     | 3:46:25      | 3:52:22 ЛРС | 14 / 24 (45)  |                       |              |                       |                 |        |
| Оску Торо            | скок увис        | 2,28         | 2,16        | 15. у гр. Б   |                       |              | Нису се квалификовали | =31 / 32 (34)   |        |
| Јере Бургиус         | скок мотком      | 5,72         | 5,35        | 12. у гр. А   | 24 / 26 (28)          |              | Нису се квалификовали |                 |        |
| Оли-Пека Карјалајнен | бацање кладива   | 83,30        | 76,60 ЛРС   | 5. у гр. А кв | 76,60 =ЛРС            | 9 / 35       |                       |                 |        |
| Теро Питкемеки       | бацање копља     | 91,53        | 79,46       | 9. у гр. А    | Нису се квалификовали | 15 / 36 (37) |                       |                 |        |
| Ари Манио            | бацање копља     | 85,70        | 89,27       | 8. у гр. Б    | Нису се квалификовали | 14 / 36 (37) |                       |                 |        |
| Анти Русканен        | бацање копља     | 87,79        | 81,03       | 6 у гр. Б кв  | 79,46                 | 9 / 36 (37)  |                       |                 |        |

### Жене
| Атлетичарка    | Дисциплина       | Лични рекорд | Група                       | Група                       | Полуфинале                  | Полуфинале                  | Финале                      | Финале                      | Детаљи |
| Атлетичарка    | Дисциплина       | Лични рекорд | Резултат                    | Место                       | Резултат                    | Место                       | Резултат                    | Место                       | Детаљи |
| -------------- | ---------------- | ------------ | --------------------------- | --------------------------- | --------------------------- | --------------------------- | --------------------------- | --------------------------- | ------ |
| Сандра Ериксон | 3.000 м препреке | 9:43,38      | 10:03,20                    | 9 у гр. 3                   |                             |                             | Није се квалификовала       | 24 / 32 (33)                |        |
| Мина Никанен   | Скок мотком      | 4,46 НР      | Није старовала због повреде | Није старовала због повреде | Није старовала због повреде | Није старовала због повреде | Није старовала због повреде | Није старовала због повреде |        |
| Мерја Корпела  | Бацање кладива   | 69,56        | 65,64                       | 12 у гр. А                  |                             |                             | Није се квалификовала       | 24 / 30                     |        |